# Elisa Nájera
Elisa Nájera Gualito (née le 16 août 1986 à Celaya, Guanajuato) est un mannequin mexicain lauréat du concours de beauté Nuestra Belleza México (Miss Mexique) le 5 octobre 2007. Elle représente son pays lors de Miss Univers 2008.